# Шарик (Простоквашино)
Ша́рик — говорящий пёс, популярный персонаж произведений детского писателя Эдуарда Успенского. Впервые появился в повести «Дядя Фёдор, пёс и кот» в 1973 году.
На основе произведений Успенского были созданы советские мультфильмы с участием персонажа: «Дядя Фёдор, пёс и кот» (ТО «Экран», 1975), «Трое из Простоквашино» («Союзмультфильм», 1978), «Каникулы в Простоквашино» (1980) и «Зима в Простоквашино» (1984). В трилогии «Трое из Простоквашино» и мультфильме «Весна в Простоквашино» Шарика озвучивал Лев Дуров, в мультфильме «Дядя Фёдор, пёс и кот» — Анна Горюнова. В мультсериале «Простоквашино» Шарик говорит голосом Гарика Сукачёва (с 1 по 29 серию), с 30 по 107 серию его озвучивает Павел Деревянко, а с 108 серии — Никита Волков.

## Описание
Бездомный добродушный деревенский пёс «из простых собак, не из породистых», обретший хозяина — Дядю Фёдора, друзей и крышу над головой. Ранее охранял дачу у профессора Сёмина Ивана Трофимовича, который составлял «охотничье-собачий» словарь. Тогда он и научился разговаривать.
На вопрос недовольного Матроскина о его полезных способностях на что Шарик ответил: «Я могу картошку окучивать задними лапами. И посуду мыть — языком облизывать. И места мне не надо, я могу на улице спать». Однако Матроскин периодически пошучивает над способностями Шарика — в первой серии он предлагал Шарика продать, чтобы купить корову, во второй — предлагал сделать из него ездовую собаку, в третьей — поссорился из-за купленных кед.
В отличие от кота Матроскина, Шарик не отличается бережливостью, склонен к импульсивным покупкам и всему новому и модному, хотя собственных денег у него зачастую нет. При этом Шарик скромен в быту, спит обычно на улице, в будке.

## В произведениях культуры
Существуют анекдоты с участием Шарика из Простоквашина.
В ноябре 2008 года в городе Луховицы Московской области состоялось торжественное открытие памятника почтальону Печкину. Среди персонажей скульптурной композиции присутствуют Матроскин и Шарик. Бронзовая композиция высотой почти в два метра установлена напротив здания местной почты. Автор памятника — Полина Горбунова.

## В обучающей литературе и играх
В 1995 году вышла книга «Russian Faces and Voices», в которой зарубежным читателям на примере повествования о приключениях Шарика, Матроскина, Дяди Фёдора и почтальона Печкина в Простоквашине предлагается ознакомиться с Россией и русской культурой.
В книге «Экономика для малышей» разбирается ситуация с купленной героями коровой и полученными надоями.
На примере письма Шарика родителям Дяди Фёдора изучается употребление прилагательных в русском языке в журнале «Русский язык в школе»
В 2001 году в журнале «Народное образование» (№ 7) был опубликован сборник задач в форме беседы Шарика, Матроскина и почтальона Печкина, где они, общаясь между собой, ищут ответы на простейшие математические задачи.
В 2006 году вышла обучающая игра «Трое из Простоквашино: Шарик учит азбуку. Для детей 4—6 лет».
В 2010 году в издательстве «Академия Развития» вышла книга «Учимся считать вместе с Дядей Фёдором, Матроскиным и Шариком».

## В другой литературе
Дядя Федор, Матроскин и Шарик обсуждали политические события в стране.
В юридическом справочнике по оформлению дарственных и завещаний противопоставляются персонажи Матроскин и Шарик, где Шарик описывается как добропорядочный гражданин, который паспорт поменял вовремя, соблюдает все правила и оформил разрешение на своё фоторужьё, в противоположность Матроскину, который в качестве документов везде предъявляет свои лапы и хвост и является по сути дворовым котом без определённого места жительства.
В пособии по менеджменту «Ценностное управление для бизнеса» Константина Харского Шарик и Матроскин противопоставляются как Эмоционал и Материалист. По мнению автора, Матроскин относится к Шарику как к существу никчёмному, бесполезному в хозяйстве и потому очень глупому.
В задачнике «Познаём бухучёт с бухгалтером Ивановым» на примере ситуации, когда Шарик с Матроскиным решают продать «что-нибудь ненужное», рассматриваются счета бухгалтерского баланса.

## Отзывы и рецензии

Шарик и Кот Матроскин
(Хабаровские городские пруды)

По мнению заместителя директора государственного института искусствознания, доктора философских наук, профессора Николая Андреевича Хренова, отношения Шарика, Матроскина и Печкина лишены терпимости. Каждый проявляет недовольство тем, как живёт ближний или сосед. Каждый считает, что его представления о должном укладе бытия самые верные. У всех троих сильны патриархальные психологические установки, внутреннее требование «общинности» и, соответственно, предрасположенность к склокам. В первой серии Матроскин, Шарик и Печкин просто недолюбливают друг друга. Во второй серии они постоянно переругиваются и ссорятся. В третьей серии кот и пёс поначалу вообще не разговаривают. И даже хозяйство у них приходит в упадок — печка нетоплена, утварь покрыта паутиной. У постоянных обитателей Простоквашина нет того, чем так дорожит семья Дяди Федора: альтернативного препровождения времени и двухчастной организации жизненного пространства. Обреченность на постоянное совместное житьё-бытьё по-своему развращает. Никто уже не дорожит обществом друг друга, видя в близком существе только негативные качества. Гармония приходит к ним в виде расширения семейного круга за счет мальчика и его родителей — Матроскин и Шарик мирятся, пока вытаскивают из сугробов машину с Дядей Фёдором.